# Jeff Foxworthy
Jeffrey Marshall Foxworthy (Atlanta, Georgia, 1958. szeptember 6.) amerikai humorista, színész, író, producer, televíziós és rádiós személyiség, valamint szerző. Tagja a Blue Collar Comedy Tour nevű humortársulatnak, melynek Larry the Cable Guy, Bill Engvall és Ron White is tagjai. Főként az „onnan tudod, hogy paraszt vagy, hogy…” kezdetű egysoros vicceiről ismert. Hat nagylemezt adott ki, és több könyvet is megjelentetett, többek között egy önéletrajzot is.

## Élete
1958. szeptember 6-án született Atlantában, Carole Linda és Jimmy Abstance Foxworthy gyermekeként. Szülei angol származásúak. Nagyapja tűzoltóként dolgozik a georgiai Hapeville-ben.
A Hapeville High School tanulójaként érettségizett. Ezt követően a Georgia Institute of Technology-n folytatta tanulmányait, de érettségi előtt kilépett. Öt évig az IBM-nél dolgozott, majd kollégái biztatására indult a „Great Southeastern Laugh-off” versenyen, amelyet meg is nyert.
1993-ban jelent meg első nagylemeze, a  You Might Be a Redneck If…, amely 1994-ben aranylemez lett, 1995-ben platina, majd 1996-ban tripla platina minősítést ért el.
1995-ös  Games Rednecks Play című lemezét Grammy-díjra jelölték a "legjobb humoros album" kategóriában.
1998-as Totally Committed című lemeze aranylemez minősítést ért el, és Grammy-díjra jelölték.
2001-ben a legjobb humoros album kategóriában ismét Grammy-díjra jelölték.
Feleségét, Pamela Gregg-et a The Punchline nevű comedy clubban ismerte meg. 1985. szeptember 18-án házasodtak össze. Két lányuk van, Jordan és Julianne.

## További információ
- Hivatalos oldal
- Jeff Foxworthy a PORT.hu-n (magyarul)
- Jeff Foxworthy az Internetes Szinkronadatbázisban (magyarul)
- Jeff Foxworthy az Internet Movie Database-ben (angolul)
- Jeff Foxworthy a Rotten Tomatoeson (angolul)